# Commissione Church

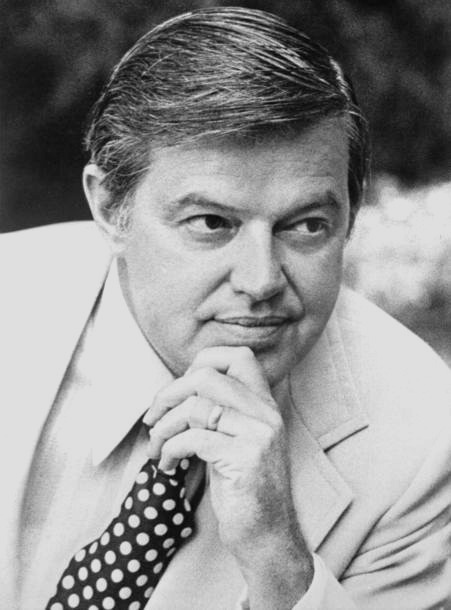
Il senatore Frank Church 1924-1984

La commissione Church - così detta perché presieduta dal senatore democratico statunitense Frank Church - fu una commissione parlamentare d'inchiesta statunitense che operò dal 1975 al 1976 per esaminare le operazioni governative legate alle attività della CIA e dell'FBI. Divenne famosa perché condusse indagini sul progetto MKULTRA e sullo scandalo Lockheed.

## Storia
La commissione - presieduta da Frank Church - durante la sua attività ha interrogato vari dirigenti della Lockheed-Martin  tra cui Carl Kotchian, per un totale di circa 800 persone in 250 audizioni riservate e 21 pubbliche. Una delle cose più sconvolgenti per la stampa e per gli americani portata alla luce dalla Commissione è stato il sistematico spionaggio di cittadini statunitensi operato da agenzie governative e militari, tra le quali il controllo della posta senza autorizzazione dell'autorità giudiziaria.
A livello internazionale la commissione Church è più nota per aver rivelato alcune covert operations illegali per il diritto internazionale e le pratiche di continua corruzione da parte di aziende militari per vendere armi in Europa, Asia e Medio Oriente. Le rivelazioni che più hanno impattato in Europa e Asia sono state quelle che hanno portato nel 1976 allo scandalo Lockheed per tangenti.

## Il contenuto del rapporto finale
La relazione finale della Commissione è costituita da 7 Volumi, pubblicati tra il 1975 e 1976, e sono una trascrizione delle audizioni:
- Volume 1: Immagazzinamento non autorizzato di agenti tossici (249 pagine)
- Volume 2: Il Piano Huston (409 pagine)
- Volume 3: Internal Revenue Service (128 pagine)
- Volume 4: Apertura della posta (264 pagine)
- Volume 5: L'Agenzia per la Sicurezza Nazionale e il Quarto Emendamento alla Costituzione (169 pagine)
- Volume 6: Federal Bureau of Investigation (1010 pagine)
- Volume 7: Operazioni Clandestine (234 pagine)

## Le conseguenze politiche
A seguito delle sue indagini sull'attività della CIA (e di quelle parallele del comitato Pike alla Camera dei rappresentanti), il presidente Gerald Ford emanò l'ordine esecutivo n. 11905 del 19 febbraio 1976: ciò nel tentativo di vietare l'assassinio politico e riformare i metodi sino ad allora utilizzati dalla United States Intelligence Community ma anche di migliorare la supervisione sulle attività di intelligence straniere. In particolare con tale atto venne creato il National Security Committee in Foreign Intelligence, presieduta dal Director of Central Intelligence. Venne inoltre creato un Intelligence Ovesight Board col compito di segnalare le attività illegali al Procuratore Generale degli Stati Uniti Attorney General e le irregolarità al presidente. Gran parte di questo executive order venne poi superato dall'ordine esevutivo n. 12036 del 26 gennaio 1978 emanato da Jimmy Carter e dall'ordine esecutivo n. 12333 del 04 dicembre 1981 sebbene ambedue rubadissero il divieto di assassinare personalità politiche in un qualsiasi Stato del mondo. 

## Membri della Commissione
| Maggioranza (Democratici) | Minoranza (Repubblicani) |
| --- | --- |
| - Frank Church, Presidente, Idaho - Philip Hart, Michigan - Walter Mondale, Minnesota - Walter Huddleston, Kentucky - Robert Burren Morgan, North Carolina - Gary W. Hart, Colorado | - John Tower, Vice Presidente, Texas - Howard H. Baker, Jr., Tennessee - Barry Goldwater, Arizona - Charles Mathias, Jr., Maryland - Richard Schweiker, Pennsylvania |